# Ambrogio Portaluppi
Ambrogio Portaluppi (Boffalora sopra Ticino, 27 maggio 1863 – Milano, 7 dicembre 1923) è stato un presbitero, teologo e scrittore italiano.

## Biografia
Ambrogio Portaluppi nacque a Boffalora sopra Ticino, in provincia di Milano, nel 1863 nell'odierna via Garibaldi dove ancora si trova la casa natale con una lapide che ne ricorda la nascita. Ambrogio era figlio del possidente locale Felice Portaluppi e di sua moglie, Clementina Re.
Iniziò i suoi studi ginnasiali a Milano presso il collegio di San Pietro Martire ove entrò il 13 luglio 1876, per poi portarli a termine alla Pontificia Università Gregoriana di Roma ove ebbe per compagni di studi illustri personaggi come Achille Ratti (poi arcivescovo di Milano e papa col nome di Pio XI) ed Eugenio Tosi (futuro arcivescovo milanese), laureandosi nel 1883 in filosofia. Tornato a Milano, venne ordinato sacerdote il 20 marzo 1886, celebrando la sua prima messa il giorno successivo nella chiesa di San Carlo al Corso a Milano. Nel 1887 conseguì anche la laurea in teologia e venne destinato sino al 1889 al ruolo di coadiutore presso la parrocchia di Magenta. Il 1º dicembre 1891 venne destinato alla parrocchia Treviglio come canonico, divenendo nel 1913 prevosto della città; qui, tra i canonici suoi collaboratori, vi è anche don Pompeo Ghezzi, con il quale condivide la sensibilità sociale e le opere in favore dei poveri.
La complessa situazione cittadina ed i continui contatti con le realtà economico-sociali dell'allora piccolo centro del bergamasco, portò Portaluppi a prodigarsi largamente per i suoi parrocchiani, soprattutto per i molti contadini che lavoravano i campi circostanti l'abitato e che spesso erano poverissimi. Proprio a favore di questi strati sociali a rischio, fondò nel 1893 la Cassa Rurale di Treviglio e due anni più tardi costituì' il Comitato Lombardo per le Casse Rurali.
L'eco della sua opera giunse all'arcidiocesi di Milano che lo nominò presidente dell'Unione Diocesana delle Associazioni Operaie e Agricole che lo spinse nel 1899 a creare sempre a Treviglio la locale Unione Operaia, considerata una delle prime alternative "cattoliche" alle Camere del Lavoro promosse dal socialismo.
Nominato Protonotario apostolico dalla Santa Sede, papa Leone XIII lo volle suo coadiutore per la stesura dell'enciclica Rerum novarum. Nominato vicario generale dell'arcidiocesi ambrosiana nel 1922, morì a Milano nel 1923, a sessant'anni di età. Venne sepolto a Treviglio.
La città di Treviglio gli ha dedicato un monumento ed una via, mentre quella di Boffalora sopra Ticino una targa commemorativa, una via, la biblioteca comunale e la sala consigliare.